# Sonar pasywny
Sonar pasywny – bierne urządzenie hydrolokacyjne (sonar), służący do wykrywania obiektów podwodnych poprzez odbiór fal akustycznych wytwarzanych przez te obiekty lub od nich odbitych.
Przede wszystkim szumonamierniki stosowane są w celach wojskowych do wykrywania i określania położenia zanurzonych okrętów podwodnych przez określanie kierunku, z którego nadchodzą fale dźwiękowe. Dźwięki chwytane są przez hydrofony (przetworniki) i przetwarzane w sygnały elektryczne. Układ fazujący (kompensator) określa na podstawie różnic sygnałów z poszczególnych hydrofonów kierunek źródła szumów, nadto sygnały elektryczne zamieniane są po wzmocnieniu ponownie na fale dźwiękowe w słuchawkach lub głośniku operatora systemu. Oprócz ustalenia kierunku obiektu, z charakterystyki dźwięku może również ustalić jego odległość, a nawet typ okrętu. Współczesne hydrolokatory pasywne odznaczają się bardzo dużym zasięgiem działania. 
Szumonamierniki stosowane są na okrętach wojennych, nawodnych i podwodnych (hydrofony mocowane są na ich kadłubach), a także na zrzucanych z samolotów pławach używanych do wykrywania okrętów podwodnych oraz w systemach stacjonarnych, na przykład w amerykańskim systemie SOSUS. 
Szumonamierniki zostały wprowadzone pod koniec I wojny światowej. Ich rola uległa później ograniczeniu przez szerokie wprowadzenie sonaru aktywnego, jednakże następnie znów wzrosła z powodu dążeń do stosowania technologii pasywnych w celu zamaskowania obecności jednostki poszukującej.